# Winning an Heiress
Winning an Heiress è un cortometraggio muto del 1911. Il nome del regista non viene riportato nei credit del film prodotto dalla Essanay Film Manufacturing Company di Chicago e interpretato da John Steppling, Howard Missimer, Dolores Cassinelli e Eleanor Blanchard.

## Produzione
Il film fu prodotto dalla Essanay Film Manufacturing Company e venne girato a Chicago.

## Distribuzione
Distribuito dalla General Film Company, il film - un breve cortometraggio di 91 metri - uscì nelle sale cinematografiche USA il 21 dicembre 1911. Nelle proiezioni, veniva programmato con il sistema dello split reel, accorpato in un'unica bobina con un altro cortometraggio prodotto dalla Essanay, la commedia The Foiling of Red Dugan.
Copia della pellicola viene conservata negli archivi della Library of Congress (American Film Institute collection).